# 貓兒黃金菊
貓兒黃金菊（學名：Hypochaeris ciliata），大陸又譯貓兒菊，是一種多年生的草本植物。